# 쉐이크쉑

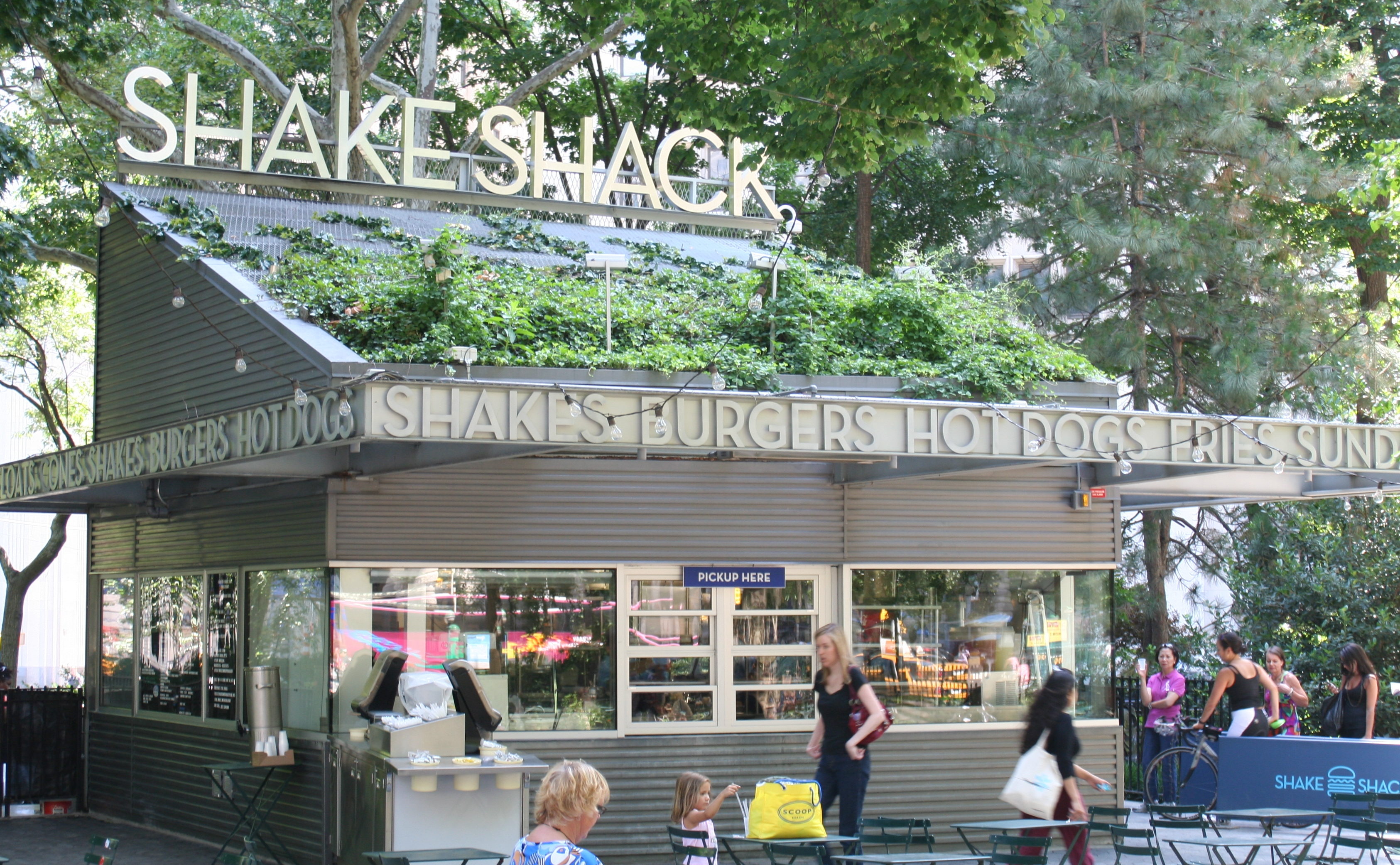
매디슨 스퀘어에 위치한 쉐이크쉑 1호점 (2010년)

쉐이크쉑(영어: Shake Shack 셰이크 섁[*])은 뉴욕 시에 본사를 둔 미국의 다국적 패스트 캐주얼 레스토랑 체인이다. 2001년 매디슨 스퀘어 공원 내 핫도그 카트로 시작했으며, 꾸준히 인기를 얻었다. 2004년에는 공원 내에 영구 키오스크를 개설할 허가를 받아 뉴욕 스타일 핫도그에서 햄버거, 핫도그, 감자튀김, 그리고 이름이 붙은 밀크셰이크로 메뉴를 확장했다.
설립 이후 가장 빠르게 성장하는 음식 체인 중 하나였으며, 2014년 말에는 주식 공모를 신청하는 공개 회사가 되었다. 주식 공모는 2015년 1월 29일에 가격이 정해졌고, 초기 주가는 21달러였으며, 첫 거래일에 즉시 123% 상승하여 47달러가 되었다.
쉐이크쉑 주식회사는 전 세계적으로 400개 이상의 지점을 소유 및 운영한다.

## 역사

### 콘셉트 및 초기 역사

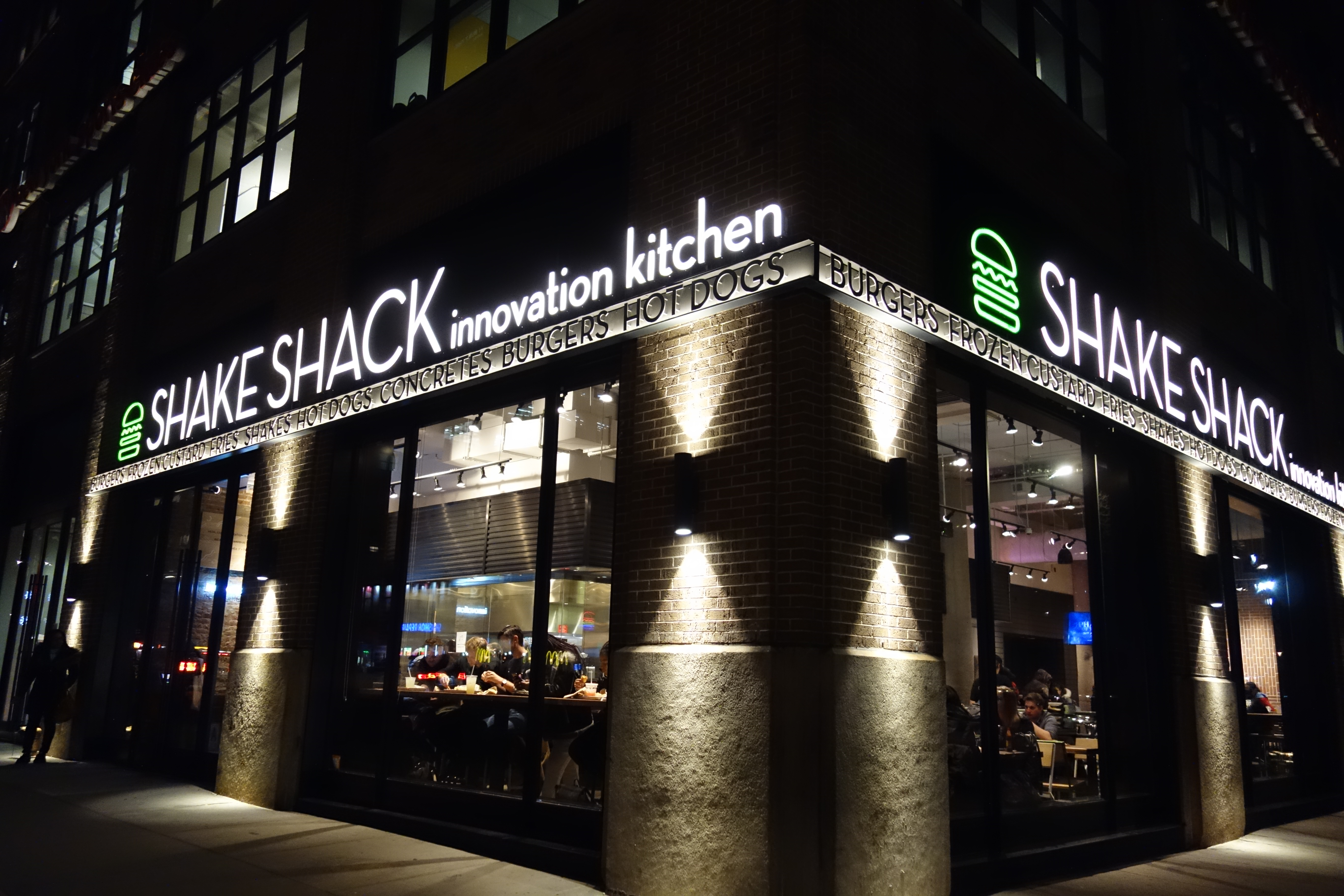
웨스트빌리지 (맨해튼)의 밤의 쉐이크쉑

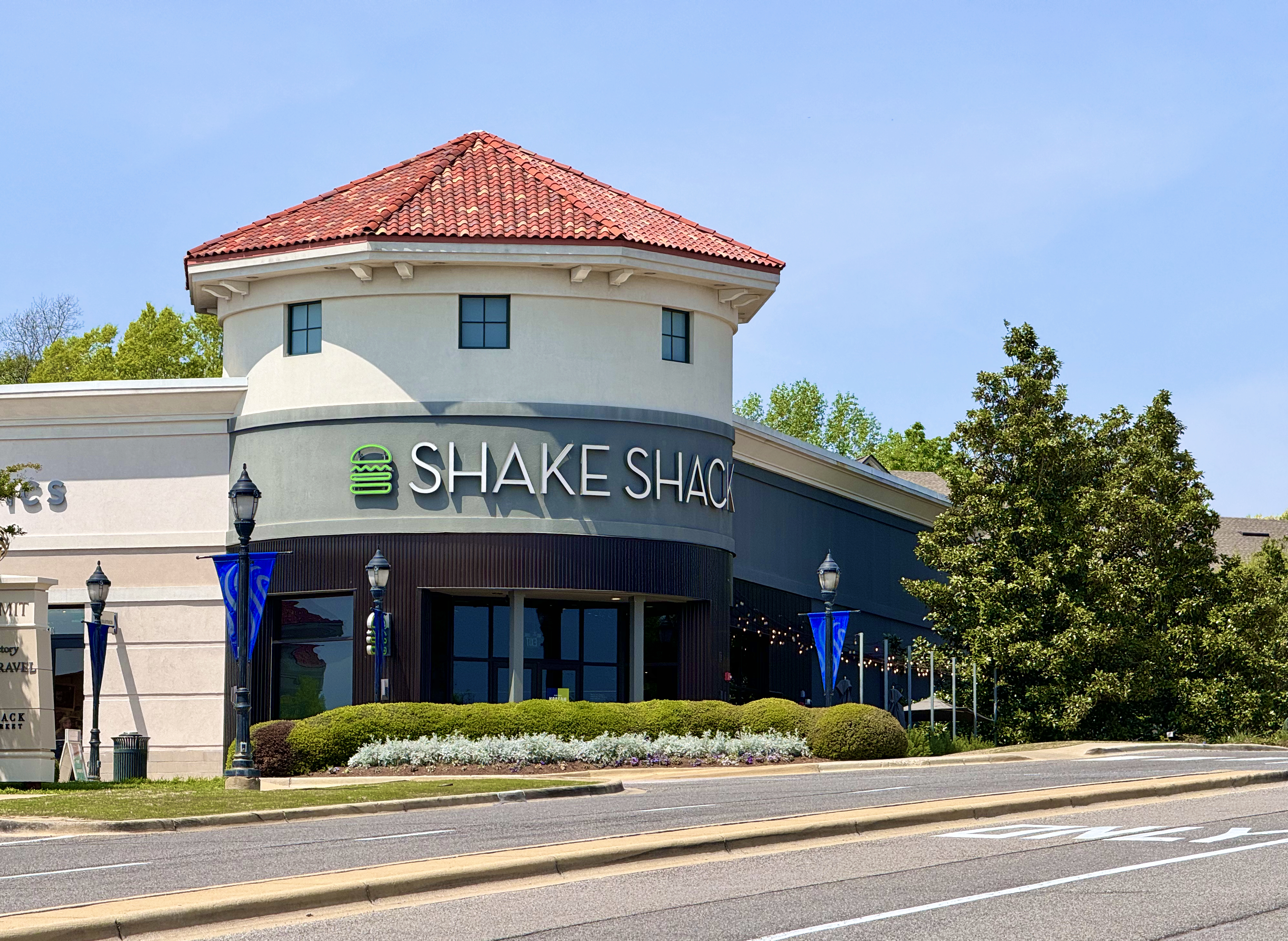
더 서밋 (앨라배마)에 있는 쉐이크쉑

2000년, 뉴욕시는 황폐해지고 오용되던 매디슨 스퀘어 공원의 재건을 시작했다. 재개발의 일환으로 레스토랑 경영자 대니 마이어는 공원 재개발을 돕기 위해 매디슨 스퀘어 공원 보존 협회 창설을 주도했다. 보존 협회가 공원 개선을 위해 처음 한 일 중 하나는 재개발 노력을 알리기 위해 공원 내에서 "I <3 Taxi"라는 미술 전시회를 개최한 것이었다. 마이어의 운영 책임자 랜디 가루티는 마이어의 유니언 스퀘어 호스피탤리티 그룹 (USHG) 사업 중 하나인 일레븐 매디슨 파크의 주방에서 운영되는 핫도그 카트를 만들었다. 시간이 지남에 따라 이 카트는 엄청난 성공을 거두었고, 거의 3년 동안 운영되었다.
2004년, 시는 공원 내에 새로운 키오스크 스타일 레스토랑을 운영할 입찰을 시작했다. 마이어는 공간에 대한 자신의 아이디어를 설명하고, 2004년 7월 첫 쉐이크쉑을 열었다. 처음부터 이 레스토랑은 체인으로 설계되지 않았다. 뉴욕시만을 위한 단일 매장으로 의도되었다. 그러나 원래 매장의 매출이 계속 증가함에 따라 그룹은 확장을 위한 시장이 있다는 것을 깨달았다.
개장 이후 쉐이크쉑은 USHG 포트폴리오에서 가장 큰 부분을 차지하게 되었다. 평균 매장 수익은 US$4백만 달러로 맥도날드의 미국 내 평균 매장 수익의 두 배 이상이다. 그 인기는 여름철 원래 매장에서 특히 날씨가 좋을 때 주말에는 서비스 대기 시간이 1시간 이상으로 늘어날 수 있을 정도이다. 레스토랑 웹페이지의 웹캠은 현재 대기 줄을 실시간으로 보여준다.

### 확장

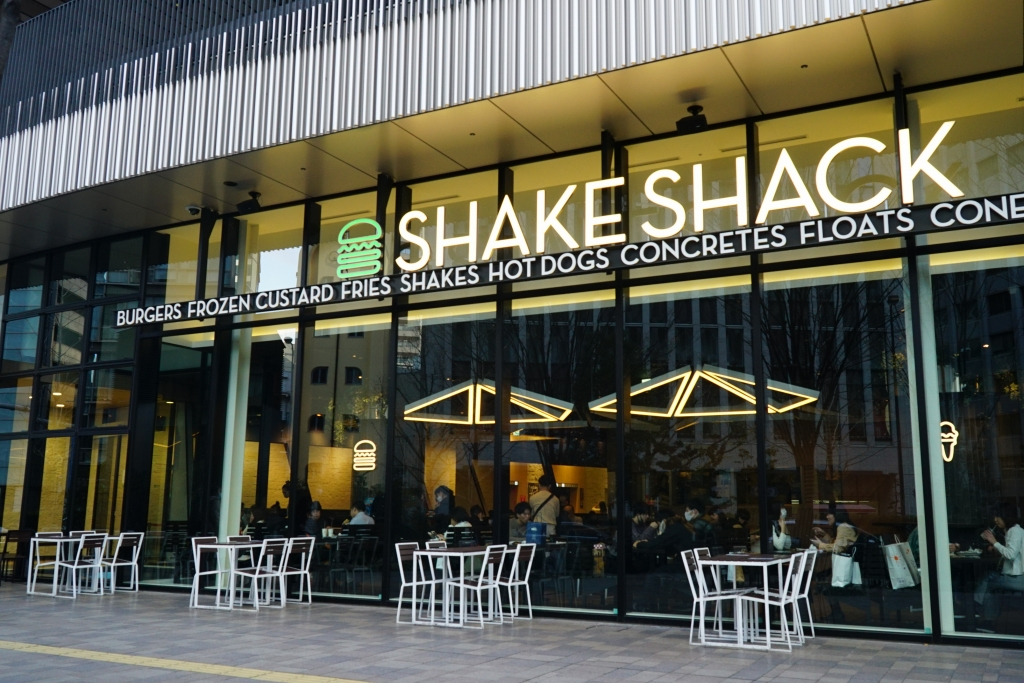
일본 오사카 우메다 한신의 쉐이크쉑

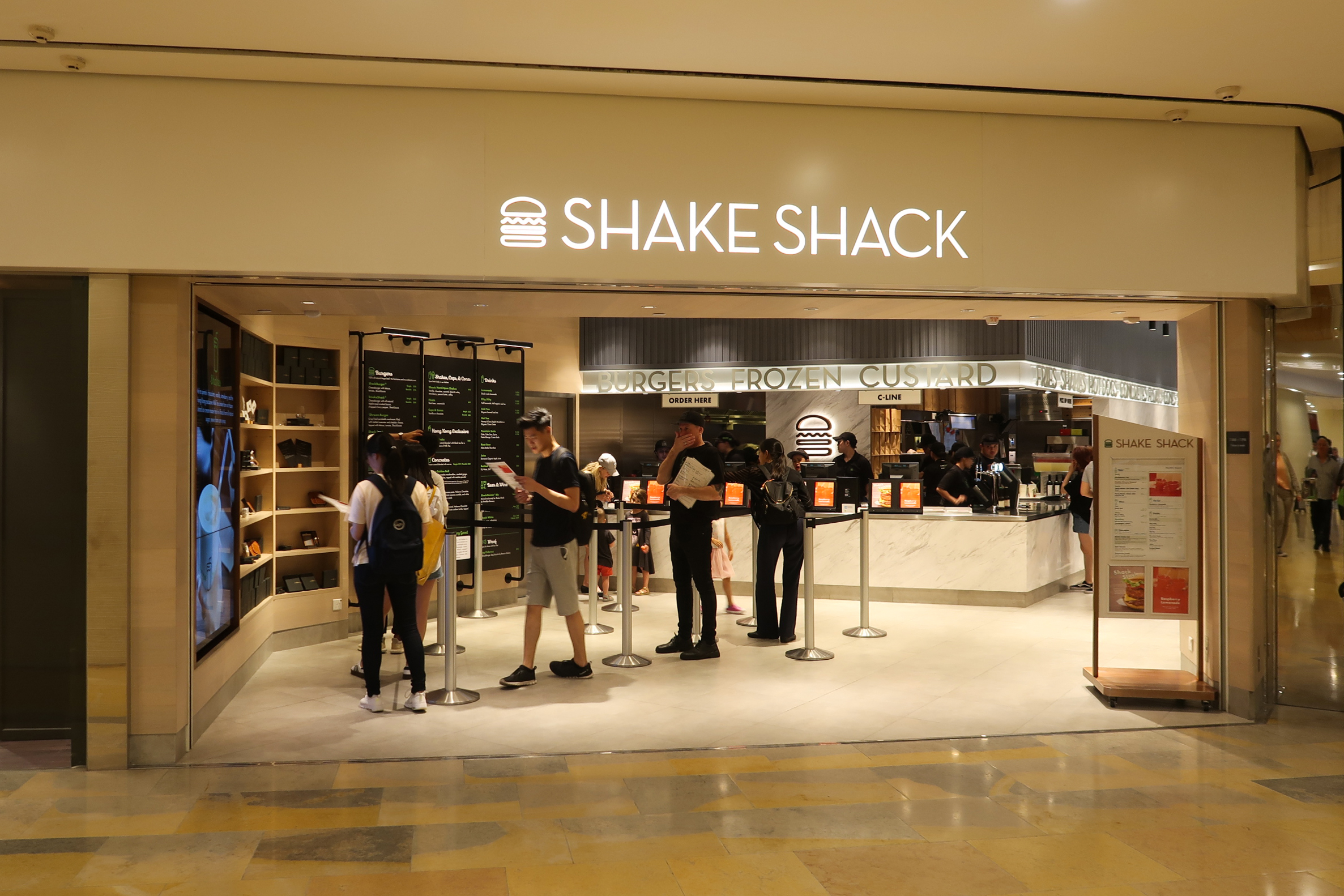
홍콩 퍼시픽 플레이스의 쉐이크쉑

2010년 6월, 쉐이크쉑은 뉴욕시 외부에 첫 레스토랑을 마이애미 비치의 사우스 비치 지역 링컨 로드 몰에 열었다. 2017년 4월, 이 지점은 한 달간의 리노베이션을 완료하여 586제곱피트의 공간을 추가하고 좌석 수를 106개로 늘렸다.
2010년 7월 12일, 쉐이크쉑 레스토랑이 시어터 디스트릭트와 어퍼 이스트 사이드에 문을 열었다. 어퍼 이스트 사이드 지점의 개장은 어려움을 겪던 도시 쇼핑 지구인 이스트 86번가를 "끌어올렸다"는 점에서 중요했다. 이 지점은 비어 있었고, 심지어 입주했을 때도 이웃들은 "좋은 것이 전혀 없었고... 지저분하고 낡았으며... 거의 눈엣가시였다"고 묘사했다.
2011년 7월, 쉐이크쉑이 MTA와 그랜드 센트럴 터미널 하층에 지점을 열기로 합의했다고 발표되었다. 이 프로젝트는 쉐이크쉑이 입주할 공간을 차지하던 멕시코 식당 Zócalo가 임대 계약 만료 후 퇴거를 거부하고 소송을 제기하며 "그랜드 센트럴의 (소매 공간에 대한) 입찰 과정이 부패했다"고 주장하여 지연되었다. 소송은 기각되었고 Zócalo는 항소했다. 2012년 10월, Zócalo는 파산 보호 신청을 했다. 2013년 5월 초, Zócalo는 공간을 비웠고, 새 매장은 2013년 10월 5일에 문을 열었다.
쉐이크쉑은 2013년 5월 JFK의 새로 확장된 터미널 4에 첫 공항 지점을 열었다.

### 국제 확장

쉐이크쉑 지점이 있는 국가 지도

쉐이크쉑의 첫 국제 확장은 2011년 4월 두바이의 몰 오브 디 에미리트에 지점을 열면서 이루어졌다. 다음 확장은 2011년 7월 쿠웨이트의 디 애비뉴즈에 쉐이크쉑을 열면서 이루어졌다. 첫 유럽 지점은 2013년 중반 영국 런던에 개장했으며, 같은 지역에 첫 파이브 가이즈가 개장한 직후였다. 2024년 현재, 쉐이크쉑은 영국에 16개 지점을 운영하고 있다. 태국의 첫 지점은 2023년 3월 방콕의 센트럴월드 몰에 개장했다.

### IPO 및 지속적인 확장

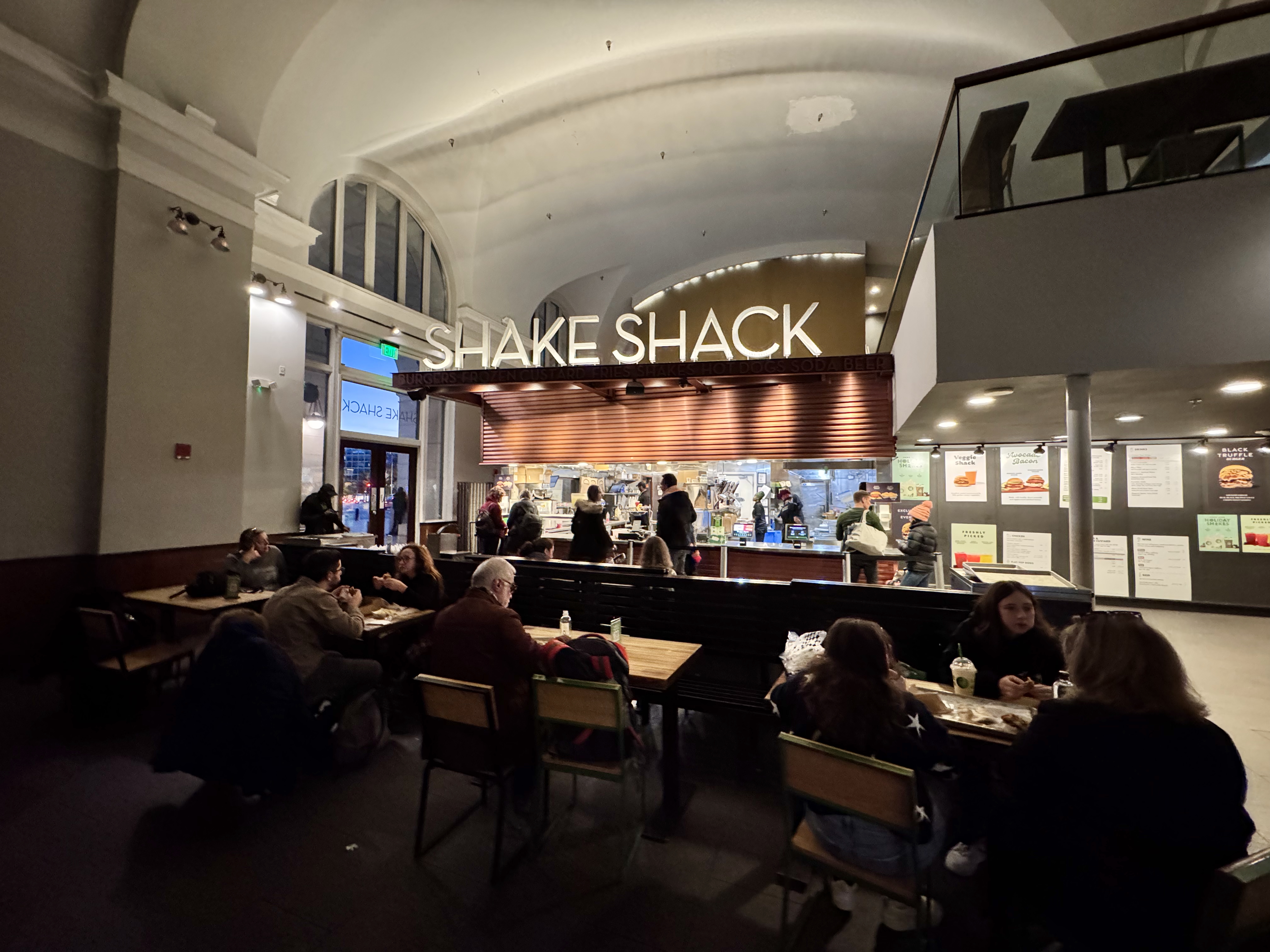
유니언역 (워싱턴 D.C.)에 있는 쉐이크쉑 매장 내부

2014년 8월까지 쉐이크쉑 매장은 뉴욕 지점 외에도 캘리포니아, 코네티컷, 델라웨어, 워싱턴 D.C., 플로리다, 조지아, 일리노이, 메릴랜드, 매사추세츠, 뉴햄프셔, 뉴저지, 네바다, 펜실베이니아, 텍사스, 버지니아에서 운영되기 시작했다. 같은 달, 이 회사가 IPO를 통해 상장 준비 중이며 J.P. 모건, 모건 스탠리, 골드만삭스 등 여러 투자은행과 주식 인수 계약을 논의 중이라는 보도가 나왔다.
2015년 1월 29일, 쉐이크쉑은 IPO 가격을 주당 21달러로 정했다. 2015년 1월 30일 아침, 뉴욕 증권거래소에서 티커 심볼 SHAK으로 주당 47달러에 거래를 시작했다. 2015년 4월에는 주가가 72달러에 이르렀고, 2015년 5월에는 약 90달러의 최고가를 기록했다. IPO 신청서에서 회사는 국내 사업을 450개의 직영점으로 확장할 계획이라고 밝혔다. 이 확장 계획의 완료 시점은 명시되지 않았지만, 회사는 매 회계연도에 최소 10개의 레스토랑을 열 의사를 밝혔으며, 이후 이 목표를 연간 12개로, 2016년에는 다시 연간 14개로 수정하여 약 25년 안에 총 450개 매장을 달성하겠다는 목표를 세웠다. 그해 5월, 쉐이크쉑은 "치킨 쉑"이라는 용어에 대한 상표를 출원하여 치킨 샌드위치를 판매할 것이라는 추측을 불러일으켰다. 이 회사는 2015년 7월 7일에 브루클린 지점에 치킨 샌드위치를 한시적으로 도입했다. 2016년 1월, 쉐이크쉑은 이전에 모든 브루클린 쉐이크쉑 지점에서 판매하기 시작한 치킨 샌드위치를 미국 전역의 지점에 도입했다.
2016년 8월 31일, 쉐이크쉑은 시카고 애슬레틱 어소시에이션 호텔에서 룸서비스를 시작한다고 발표했다. 이는 미국에서 호텔 내 쉐이크쉑 룸서비스를 제공하는 첫 번째 호텔이었다.
2016년 11월, 텍사스주 휴스턴의 첫 지점이 갤러리아 내에 문을 열었다. 2017년 3월에는 다이킨 파크 시내에 또 다른 지점이 열렸으며, 2019년 8월에는 시에서 5번째 지점이 개점할 예정이었다. 시의 3번째 지점은 2018년 3월 라이스 빌리지에, 4번째 지점은 12월 몬트로즈 지구에 개점했다. 2016년 12월 중순, 델라웨어주는 뉴어크에 첫 지점을 열었다. 2017년 2월, 미시간주의 첫 지점이 디트로이트 시내에 개장했다. 트로이의 두 번째 미시간 지점은 2017년 10월 25일에 개장했다. 2017년 5월 10일, 쉐이크쉑은 렉싱턴의 프릿츠 농장 서밋에 첫 켄터키 지점을 열었다. 그해 6월, 회사는 2017년 후반에 샬럿에 지점을 열 것이라고 발표했으며, 이는 캐롤라이나 지역의 첫 쉐이크쉑이 될 것이었다. 캘리포니아의 5개 지점은 모두 L.A. 카운티에 있었으나, 6번째 지점이 2017년 10월 20일 웨스트필드 UTC의 샌디에이고에 개장했다. 다른 샌디에이고 지점은 2017년 후반에 미션 밸리에 개장했으며, 10월에는 엘 세군도 남부만에 있는 지점도 개장했다.
2015년 일본에 진출하여 도쿄에 첫 매장을 열었다. 2018년에는 오사카 우메다에 또 다른 매장을 열었다. 2024년 현재 14개 매장을 운영 중이다.
2016년 6월 강남역 근처에 한국에 처음 문을 열었다. 2024년 현재 매장 수는 26개로 늘어났다.
2018년 6월 7일, 쉐이크쉑은 오하이오주 이스트클리블랜드의 오렌지 빌리지에 첫 오하이오 지점을 열었다. 클리블랜드 지역에는 곧 클리블랜드 홉킨스 국제공항 주 대합실 내 매장을 포함한 추가 지점들이 문을 열었다. 이어서 2018년 10월 시애틀 지점이 개장했으며, 긴 줄이 이어졌다. 이는 회사 최초의 태평양 북서부 지점이었다. 쉐이크쉑은 이후 몇 년 동안 시애틀 교외로 확장하여 2023년 말까지 4개의 지점을 운영했으며 5번째 지점을 계획 중이다.
2018년 10월 10일, 쉐이크쉑은 2019년 주얼 창이 에어포트에서 싱가포르 공식 영업을 시작할 것이라고 발표했다. 2021년 현재, 싱가포르에는 8개의 지점이 있다.
2019년 6월 27일, 쉐이크쉑은 멕시코에서 가장 번잡한 거리 중 하나인 파세오 데 라 레포르마의 멕시코시티에 문을 열었다. 개점 당일 엄청난 인기로 인해 약 두 시간 동안 줄을 서야 했다. 이 레스토랑 체인은 코아파의 멕시코시티 남부에 다음 지점을 시작으로 2029년까지 멕시코에 30개 지점을 열 계획이다. 2024년 말 현재, 이 나라에는 18개의 지점이 있다.
2019년 8월 3일, 유타주의 첫 지점이 샌디 교외에 문을 열었으며, 90년 된 유서 깊은 초등학교와 고등학교 건물에 지어졌다.
2021년 4월 16일, 오레곤주의 첫 쉐이크쉑이 비버턴에 문을 열었다. 다운타운 포틀랜드 레스토랑은 수년간의 계획 끝에 2023년 4월에 개장했다.
2022년 1월 10일, 쉐이크쉑과 한국 식품 대기업 SPC그룹은 향후 10년간 말레이시아에 10개의 쉐이크쉑 매장을 열 것이며, 첫 매장은 수도 쿠알라룸푸르의 더 익스체인지 TRX 몰에 개장할 예정이라고 발표했다.
2023년 3월 22일, 쉐이크쉑은 2024년 플래그십 매장 개장을 시작으로 캐나다로 확장할 것이라고 발표했다. 2035년까지 35개 매장을 오픈할 계획이다.
2023년 3월 24일, 쉐이크쉑은 태국에 진출했으며, 이는 동남아시아에서 세 번째 진출 국가이다. 방콕의 센트럴월드에 위치한 첫 지점은 2023년 3월 30일에 개장하며 2032년까지 태국에 약 15개 지점을 확장할 계획이다.
2023년 4월 19일, 쉐이크쉑은 이스라엘에 진출할 것이라고 발표했으며, 첫 지점은 2024년 2월에 문을 열었다.
2024년 3월, 쉐이크쉑은 파파존스의 CEO인 롭 린치를 차기 CEO로 발표했다.
2024년 4월 10일, 쉐이크쉑은 쿠알라룸푸르의 더 익스체인지 TRX에 첫 매장을 열었다. 말레이시아는 동남아시아에서 쉐이크쉑 매장을 연 네 번째 국가이다.
2024년 6월 13일, 쉐이크쉑은 토론토의 영-던다스 광장에 첫 캐나다 지점을 열었다.

### 급여보호프로그램 구제
2020년 4월, 쉐이크쉑은 코로나19 범유행으로 인한 사업 손실 때문에 급여보호프로그램을 통해 자금 지원을 신청했다. 쉐이크쉑은 1천만 달러를 받았다. 쉐이크쉑은 소기업 지원을 위한 프로그램의 허점을 이용하여 재정 지원을 받았다는 비판을 받았다. 이 회사는 미국에 189개 지점을 운영하지만, 각 레스토랑당 약 45명만 고용한다. 쉐이크쉑 CEO 랜디 가루티는 "가장 필요한 레스토랑이 지금 받을 수 있도록" 1천만 달러를 반환할 것이라고 밝혔다. 7월에는 쉐이크쉑 창업자 대니 마이어의 유니언 스퀘어 호스피탤리티 그룹이 총 1,100만 달러에서 2,700만 달러 사이의 PPP 자금을 받았다는 사실이 밝혀졌다. 마이어는 2,300명의 직원을 고용하고 있음에도 불구하고 구제 자금을 받은 것에 대해 사과하지 않았다. 쉐이크쉑의 구제 자금 수령 사실이 밝혀졌을 때, 그는 이전에 적어도 하나의 팟캐스트에서 PPP 자금 수령이 무책임하다고 언급한 바 있다.

### 기타 사업
쉐이크쉑은 산타모니카와 포레스트 힐스 (뉴욕)에서 열리는 인패츄에이션의 EEEEEATSCON 음식 축제의 주요 레스토랑으로 자주 참여했다. 마크 로사티 요리 감독은 축제를 위해 지역 레스토랑과 협력하여 독점적인 버거 및 셰이크 콜라보레이션을 만드는 것으로 유명하다. 2018년에는 브루클린의 에밀리 레스토랑과 협력하여 아메리칸 치즈, 특별한 "에미" 소스, 캐러멜라이즈드 양파를 얹은 쉑 스타일 버거를 만들었다. 이 버거는 너무 인기가 많아서 행사 티켓이 일주일 전에 매진되었으며, "피자와 버거 맛의 매쉬업"이자 "초월적인" 맛으로 묘사되었다. 2019년에는 산타모니카의 쁘띠 트로아와 포레스트 힐스의 엉클 분스와 협력했다.
회사는 쉑 스웩(Shack Swag)이라고 불리는 브랜드 티셔츠, 선글라스 및 기타 액세서리를 판매한다.

## 메뉴

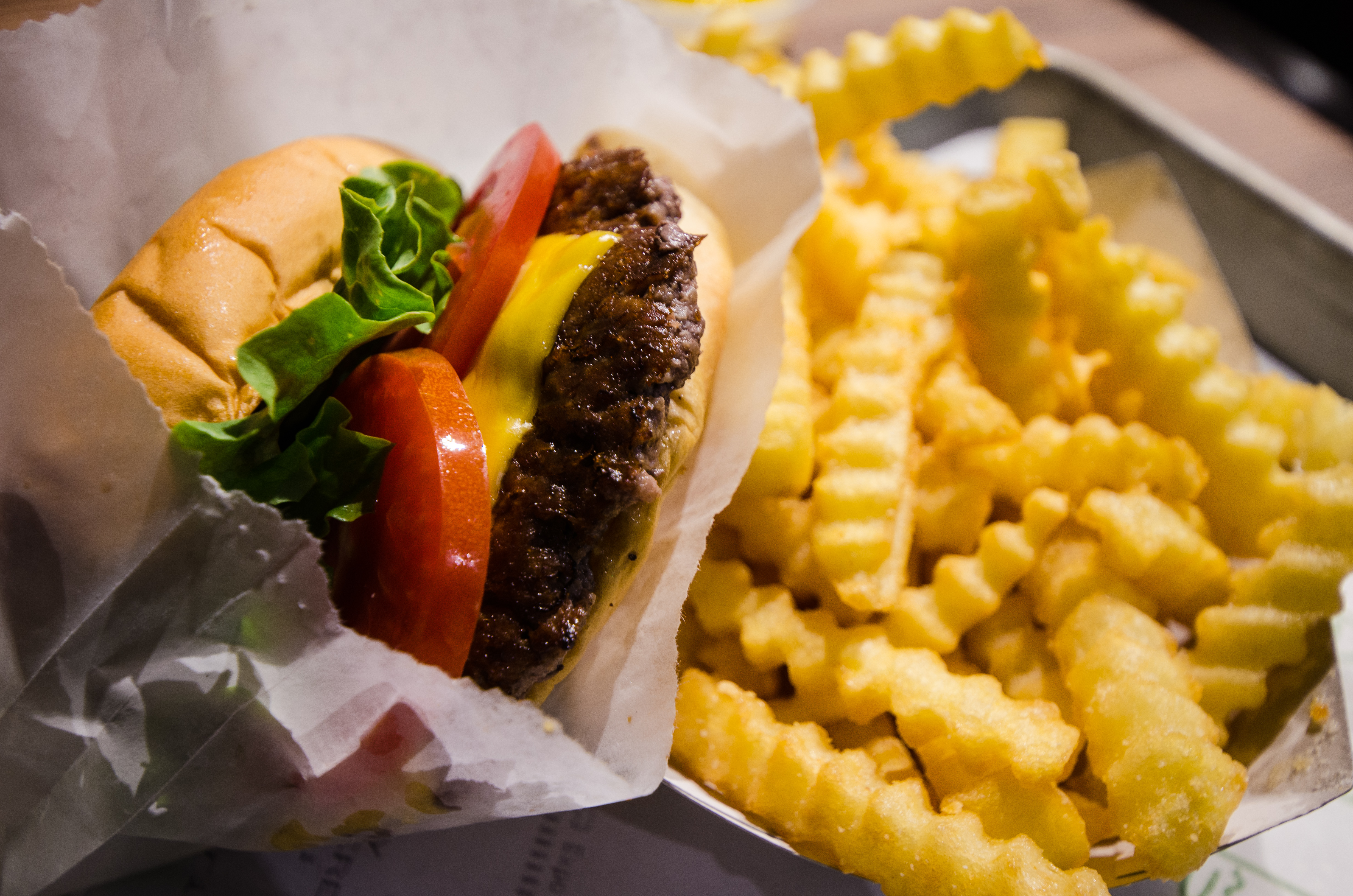
주름진 감자튀김과 함께 제공된 쉑버거

쉐이크쉑의 셰이크는 "업계 최고 중 일부"로 평가받았다. 또한 치킨 버거, 감자튀김, 핫도그, 냉동 커스터드, 맥주 및 와인을 판매한다. 각 신규 지점에서 음료 메뉴는 해당 도시의 지역 특색에 맞춰 맞춤 설정된다. 가장 유명한 제품은 쉑버거이다. 단품 또는 더블로 제공되며, 소고기 패티, 아메리칸 치즈, 양상추, 토마토, 그리고 쉑 소스라고 알려진 독점 소스를 포함한다.

## 비판 및 논란

### 동물복지
2015년, 쉐이크쉑은 2016년 말까지 미국 공급망에서 배터리 케이지 달걀 사용을 중단하겠다고 약속했다. 2020년에는 이 약속을 전 세계 모든 쉐이크쉑 프랜차이즈 지점으로 확대했다. 2023년, 쉐이크쉑은 더 휴메인 리그와 오픈 윙 얼라이언스에 의해 케이지 프리 전환 진행 상황을 보고하지 않아 지목되었다.
2016년, 쉐이크쉑은 베터 치킨 커밋먼트를 채택하여, 공급망에서 육계의 사육 환경과 도축 관행을 개선하고 2024년까지 빠른 성장 속도를 위해 선택적으로 사육된 닭의 공급을 중단하겠다고 약속했다. 2021년에는 다른 6개 브랜드 및 동물복지 단체인 컴패션 인 월드 파밍과 함께 베터 치킨 커밋먼트를 식품 산업 전반에 걸쳐 홍보하기 위한 워킹 그룹을 공동 설립했다. 2025년에 쉐이크쉑은 베터 치킨 커밋먼트의 일부 측면을 준수했다고 보고했지만, 닭고기 공급량의 0%가 유전적 또는 도축 측면을 준수한다고 밝혔다.
2024년, 쉐이크쉑은 동물복지 단체 애니멀 이퀄리티에 의해 돼지고기 공급망에서 임신틀을 없애는 데 진전을 보였지만, 완전히 없애지는 못했다고 지적되었다.

### 뉴욕 경찰국 논란
2020년 6월, 경찰 단체들은 로어맨해튼의 쉐이크쉑 레스토랑 직원들이 경찰관 두 명의 셰이크에 이상한 맛이 난다고 보고한 후 표백제를 넣어 독극물을 넣었다고 거짓으로 고발했다. 이 비난은 온라인에서 탐정 지부 협회와 뉴욕시 경찰 자선 협회로부터 시작되었으며, 수많은 언론 매체에 보도되기 전에 소셜 미디어에서 널리 퍼졌다. 경찰 조사는 쉐이크쉑 직원들에게 범죄 혐의가 없음을 확인했으며 레스토랑은 무혐의 처분되었다. 쉐이크쉑은 나중에 음료의 이상한 맛이 밀크셰이크 기계의 잘못된 청소로 인해 발생했을 수 있다고 밝혔다.